# Kingisiepp (stacja kolejowa)
Kingisiepp (ros. Кингисепп) – stacja kolejowa w miejscowości Kingisiepp, w rejonie kingiseppskim, w obwodzie leningradzkim, w Rosji. Położona jest na linii Petersburg – Iwangorod – Tallinn.

## Historia
Stacja powstała w XIX w. na trasie Kolei Bałtyckiej. Początkowo nosiła nazwę Jamburg (ros. Я́мбургъ), która została zmieniona na obecną w czasach sowieckich.

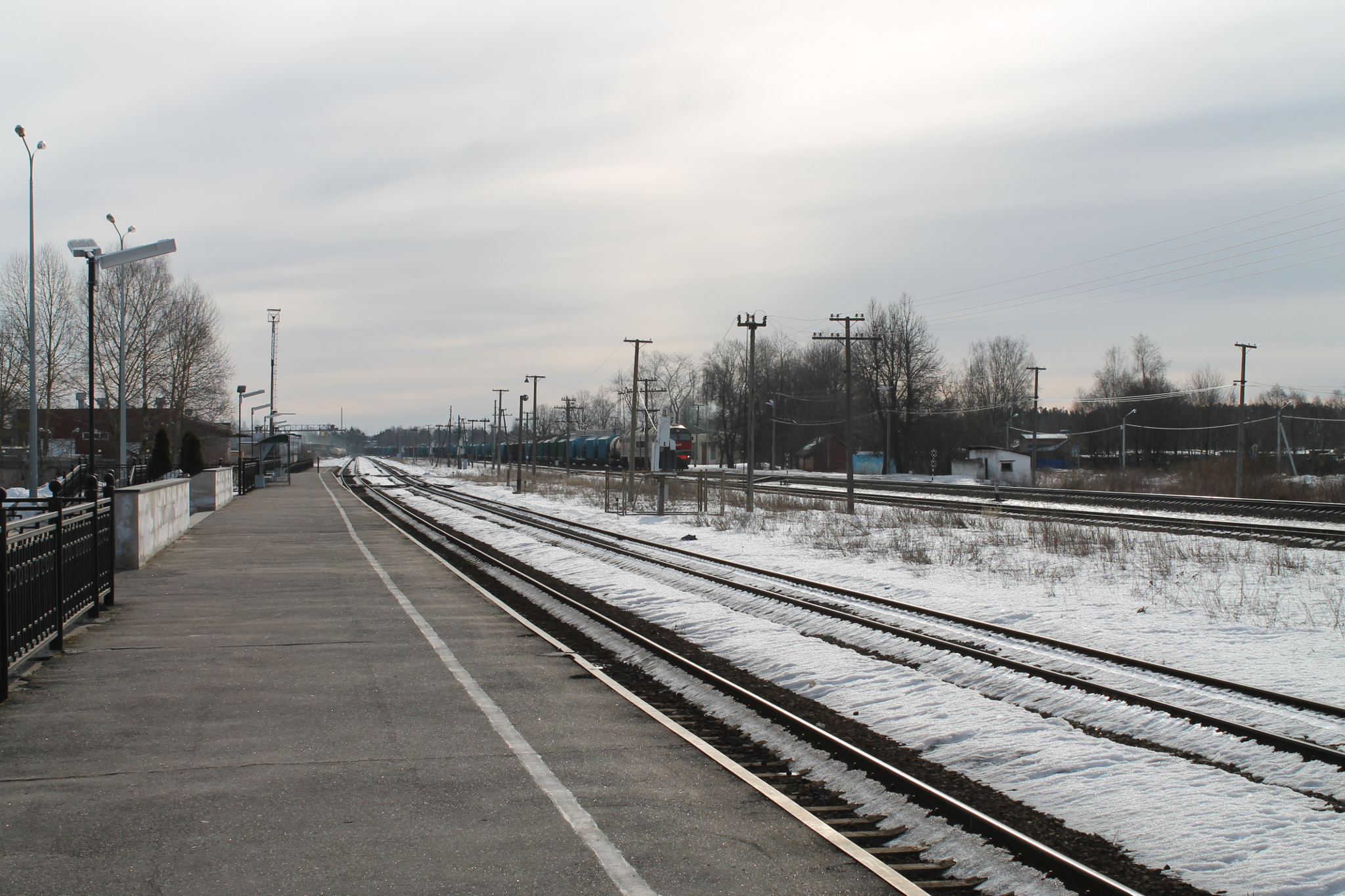
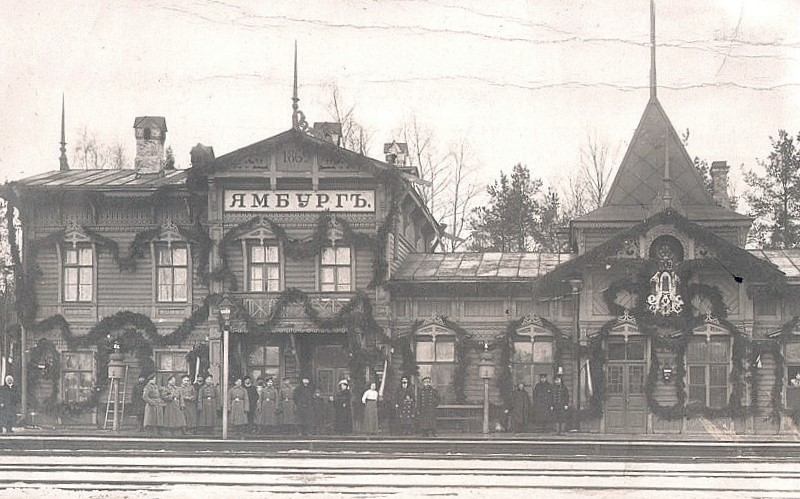
stacja Jamburg w 1869